# Contea di Mianchi
La contea di Mianchi (渑池县S, Miǎnchí XiànP) è una contea della Cina, situata nella provincia di Henan e amministrata dalla prefettura di Sanmenxia.